# John Archer
John Archer (Reino Unido, 10 de agosto de 1921) fue un atleta británico especializado en la prueba de 100 m, en la que consiguió ser campeón europeo en 1946.

## Carrera deportiva
En el Campeonato Europeo de Atletismo de 1946 ganó la medalla de oro en los 100 metros, llegando a meta en un tiempo de 10.6 segundos, por delante del noruego Haakon Tranberg (plata con 10.7 segundos) y del italiano Carlo Monti (bronce con 10.8 segundos).